# عمر قدوره
عمر قدوره (عربی: عمرو قدورة؛ زادهٔ ۱ ژوئیهٔ ۱۹۹۴) بازیکن فوتبال اهل سوئد است.
وی همچنین در تیم ملی فوتبال فلسطین بازی کرده است.